# Clear Lake (Washington)
Clear Lake és una concentració de població designada pel cens dels Estats Units a l'estat de Washington. Segons el cens del 2000 tenia 942 habitants.

## Demografia
Segons el cens del 2000, Clear Lake tenia 942 habitants, 371 habitatges, i 258 famílies. La densitat de població era de 190,4 habitants per km².
Dels 371 habitatges en un 30,2% hi vivien nens de menys de 18 anys, en un 54,4% hi vivien parelles casades, en un 10% dones solteres, i en un 30,2% no eren unitats familiars. En el 19,1% dels habitatges hi vivien persones soles el 4,6% de les quals corresponia a persones de 65 anys o més que vivien soles. El nombre mitjà de persones vivint en cada habitatge era de 2,54 i el nombre mitjà de persones que vivien en cada família era de 2,94.
Per edats la població es repartia de la següent manera: un 23% tenia menys de 18 anys, un 8,7% entre 18 i 24, un 28,6% entre 25 i 44, un 26,8% de 45 a 60 i un 13% 65 anys o més.
L'edat mediana era de 38 anys. Per cada 100 dones de 18 o més anys hi havia 104,2 homes.
La renda mediana per habitatge era de 37.143 $ i la renda mediana per família de 44.167 $. Els homes tenien una renda mediana de 37.500 $ mentre que les dones 30.865 $. La renda per capita de la població era de 22.223 $. Aproximadament el 16,7% de les famílies i el 15,9% de la població estaven per davall del llindar de pobresa.

## Poblacions més properes
El següent diagrama mostra les poblacions més properes.